# Theater unterm Dach (Berlin)

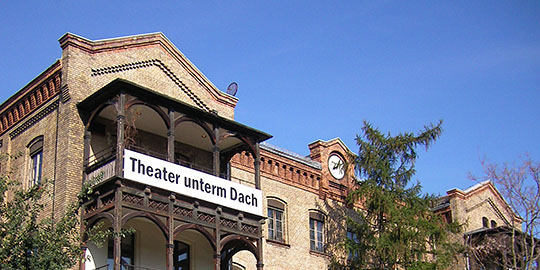
Theater unterm Dach, Balkon

Das Theater unterm Dach ist ein kommunales Theater für die freie Theaterszene Berlins. Es befindet sich im Berliner Ortsteil Prenzlauer Berg. Der künstlerische Leiter ist Thorsten Schlenger.

## Geschichte

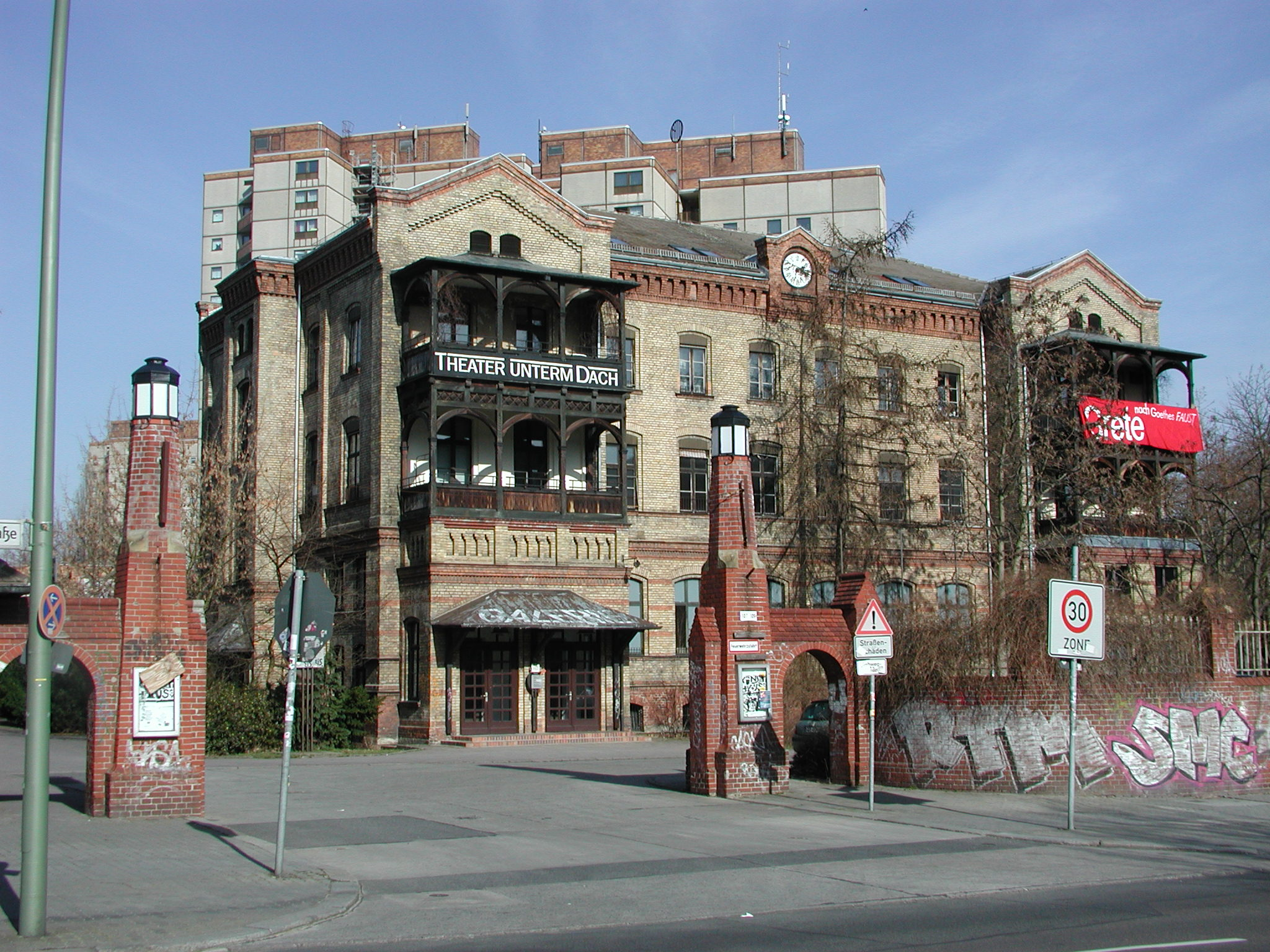
Theater unterm Dach mit großem Banner für die Produktion Grete

Das Theater unterm Dach, auch TuD genannt, wurde 1986 auf dem Gelände der IV. Städtischen Gasanstalt in einem sanierten und umgebauten Werksgebäude gegründet und ist Teil des Kulturzentrums im Ernst-Thälmann-Park an der Kreuzung Danziger Straße und Greifswalder Straße. Die offizielle Eröffnung fand am 1. April 1986 als zweite Spielstätte des Puppentheaters Berlin im Kulturhaus im Ernst-Thälmann-Park statt. Ein weiterer Teil dieses Kulturzentrums, das anlässlich des 100. Geburtstags von Ernst Thälmann entstand, ist neben dem Theater unterm Dach auch unter anderem die Veranstaltungsstätte WABE. Die erste Leiterin des TuD war die Schauspielerin Liane Düsterhöft. Liesel Dechant war von 1996 bis 2021 die Leiterin des Theaters unterm Dach, zuvor hatte sie schon als Programmgestalterin im Kulturhaus gearbeitet, bis sie 1996 ans Theater unterm Dach wechselte.
Der Name des Theaters erklärt sich dadurch, dass der Theaterraum sich in einem oberen Stockwerk des Gebäudes befindet, das vor allem durch den markanten Balkon zur Danziger Straße hin ins Auge fällt.

## Theaterbetrieb

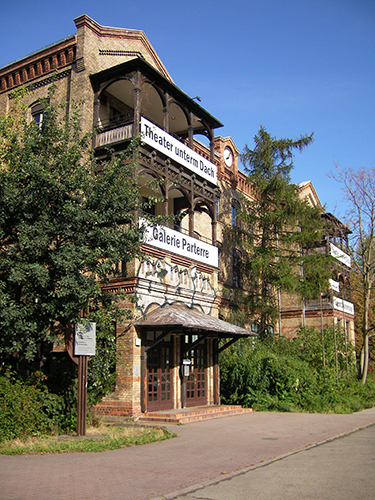
Eingang zum Theater unterm Dach in der Danziger Straße 103

Das Theater unterm Dach (TuD) ist ein wichtiger Produktionsort für zeitgenössisches Sprechtheater der Freien Szene in Berlin. Der Schwerpunkt liegt in der Entwicklung, Produktion und Präsentation neuer zeitgenössischer Dramatik und Ästhetiken des Theaters. 
Das TuD versteht sich als Ort der Förderung neuer, zeitgenössischer Narrative, die in Form von Stückentwicklungen, Uraufführungen und deutschsprachigen Erstaufführungen den Spielplan ausmachen. Hierbei möchte das TuD der Zusammenarbeit zwischen Regisseuren und Autoren bzw. Übersetzern stärken und ihre künstlerische Arbeit in den Mittelpunkt der Freien Theaterszene stellen. 
Das TuD hat sich im Laufe seiner Geschichte als Ankerinstitution für junge Regisseure und Ensembles aus Berlin etabliert. Der besondere Förderfokus lag dabei stets auf jungen Talenten und dem künstlerischen Nachwuchs. Man wollte „jungen Regisseuren eine Startmöglichkeit im Moloch Berlin geben“, so das Credo von Liesel Dechant, die über 25 Jahre die Entwicklung des Theaters prägte.
Von 1991 bis 1995 wurde das Theater von Jo Fabian und seiner freien Gruppe „Example dept“ als Artists in Residence geprägt. 1994 wurden seine Tanztheaterproduktionen Whisky & Flags und Keine Gnade zum Berliner Theatertreffen eingeladen. Dies begründeten seine Karriere im etablierten Theaterbetrieb. Von 1990 bis 1999 war auch das Berliner Orphtheater im Theater unterm Dach aktiv, bevor es 1999 in die ehemalige Schokoladenfabrik in der Ackerstraße 169 (dem heutigen Ackerstadtpalast) zog.
Die Produktionen am Theater unterm Dach, darunter viele Ur- und Erstaufführungen, erhielten zahlreiche Preise und Einladungen zu Festivals. Im Jahr 2005 wurde die Produktion Grete, inszeniert von Anja Gronau und gespielt von Claudia Wiedemer, u. a. mit dem Friedrich-Luft-Preis für die beste Theaterinszenierung 2004 ausgezeichnet und erhielt Einladungen beispielsweise nach Chicago, Sankt Petersburg oder zum Impulse Theaterfestival. Das Stück wurde weit über hundertmal an verschiedenen Spielorten aufgeführt, was für Produktionen eines Off-Theaters außergewöhnlich ist. Die Produktion Johanna, ebenfalls von Anja Gronau und mit Claudia Wiedemer als Darstellerin, wurde im Jahr 2005 zum Teheraner Fajir-Theaterfestival in den Iran eingeladen.
Am Theater unterm Dach begannen viele erfolgreiche Schauspiel- und Regisseurkarrieren. Die junge Corinna Harfouch spielte dort, Regisseure wie Jo Fabian, Astrid Griesbach, Anja Gronau, Amina Gusner, Sebastian Hartmann, Mareike Mikat oder Jan Jochymski inszenierten dort bereits, aber auch Anne Schneider, Marc Lippuner, Stephan Thiel und Wenke Hardt zeigten dort vielbeachtete Inszenierungen.
Das Theater unterm Dach verfügt über bis zu 60 Plätze. Es steht als kommunale Spielstätte unter der Trägerschaft des Bezirks Pankow.